# Сторожевая (Островское сельское поселение)
Сторожевая — деревня в Ливенском районе Орловской области России.
Входит в состав Островского сельского поселения.

## География
Находится восточнее деревни Прилепы, с которой соединена просёлочной дорогой. Южнее Сторожевой расположена деревня Новинка.

## Население
| 2010 |
| ---- |
| 19   |